# Artena lacteicincta
Artena lacteicincta là một loài bướm đêm trong họ Erebidae.